# Ямниця-Писаровинська
Ямниця-Писаровинська (хорв. Jamnica Pisarovinska) — населений пункт у Хорватії, в Загребській жупанії у складі громади Писаровина.

## Населення
Населення за даними перепису 2011 року становило 54 осіб.
Динаміка чисельності населення поселення:

## Клімат
Середня річна температура становить 10,42 °C, середня максимальна – 24,62 °C, а середня мінімальна – -6,14 °C. Середня річна кількість опадів – 956 мм.
| Клімат поселення                              | Клімат поселення | Клімат поселення | Клімат поселення | Клімат поселення | Клімат поселення | Клімат поселення | Клімат поселення | Клімат поселення | Клімат поселення | Клімат поселення | Клімат поселення | Клімат поселення | Клімат поселення |
| Показник                                      | Січ.             | Лют.             | Бер.             | Квіт.            | Трав.            | Черв.            | Лип.             | Серп.            | Вер.             | Жовт.            | Лист.            | Груд.            |                  |
| Середній максимум, °C                         | 6,21             | 8,15             | 12,58            | 16,83            | 21,50            | 24,62            | 23,92            | 23,35            | 19,64            | 14,50            | 8,66             | 4,66             |                  |
| Середня температура, °C                       | 0,04             | 2,00             | 6,42             | 10,64            | 15,32            | 18,43            | 20,15            | 19,59            | 15,88            | 10,74            | 4,90             | 0,89             |                  |
| Середній мінімум, °C                          | −6,14            | −4,18            | 0,23             | 4,48             | 9,14             | 12,28            | 16,39            | 15,83            | 12,11            | 6,97             | 1,14             | −2,87            |                  |
| Норма опадів, мм                              | 56               | 53               | 64               | 72               | 82               | 96               | 88               | 93               | 93               | 92               | 95               | 72               |                  |
| Середньомісячна швидкість вітру, м/с          | 1.66             | 1.80             | 2.20             | 2.10             | 1.98             | 1.80             | 1.70             | 1.60             | 1.58             | 1.60             | 1.70             | 1.70             |                  |
| Середньомісячна сонячна радіація, кДж/м²·день | 4191             | 6895             | 10488            | 15034            | 19079            | 21104            | 22109            | 19185            | 14063            | 8780             | 4602             | 3396             |                  |
| --------------------------------------------- | ---------------- | ---------------- | ---------------- | ---------------- | ---------------- | ---------------- | ---------------- | ---------------- | ---------------- | ---------------- | ---------------- | ---------------- | ---------------- |
| Джерело:                                      |                  |                  |                  |                  |                  |                  |                  |                  |                  |                  |                  |                  |                  |